# Esparragosa de Lares
Esparragosa de Lares est une commune d’Espagne, dans la province de Badajoz, communauté autonome d'Estrémadure.

## Climat
Le climat de cette commune est du type méditerranéen, la température moyenne annuelle est de 15,9 degrés. Les hivers sont souvent doux, environ 8 degrés de moyenne, mais les été sont secs et chauds, avec 25 degrés de moyenne mais avec un record à 41,2 degrés.

## Histoire
Esparragosa de Lares semble avoir été un fief de l'ordre du Temple conquis sur les maures peu après 1236 par Estève de Belmonte, maître de la province templière de Castille, León et Portugal mais pour une raison inconnue, les templiers ont démantelé le château de Lares (Al-laris). En 1309/10, ces anciennes possessions du Temple passent à l'ordre d'Alcántara.